# ハロウィーンタウン
『ハロウィーンタウン』（原題：HALLOWEENTOWN）は、1998年にディズニー・チャンネル・オリジナル・ムービーとして製作されたテレビ映画。
魔法を使う魔女の母親と魔法学校に通い魔女を目指す娘とその弟を描いたシリーズである。続編として2001年に『ハロウィーンタウン2 カラバーの復讐』、2004年に『ハロウィーンタウン3 カーニバルは大騒動』、2006年にはキャストをほぼ一新した『ハロウィーンタウン4 ウィッチ大学へようこそ』が製作されている。

## あらすじ
13歳の誕生日にマーニーは自分が魔女であることを知り、秘密のポータルを発見し、ハロウィーンタウンに運ばれる。ハロウィーンタウンは、幽霊や悪鬼、魔女、狼男が人間の世界から離れて住んでいる魔法の場所。しかし、彼女はすぐに邪悪なウォーロック、邪悪な呪い、そして終わりのない驚きと戦っていることに気がつく。

## キャスト
※括弧内は日本語吹替
- アギー：デビー・レイノルズ（吉野佳子）
- グエン：ジュディス・ホーグ（唐沢潤）
- マーニー：キンバリー・J・ブラウン（小笠原亜里沙）
- ディラン：ジョーイ・ジマーマン（英語版）（村上想太）
- ソフィ：エミリー・ロースケ（永田晃子）
- カラバー：ロビン・トーマス（森田順平）
- ルーク：フィリップ・ヴァン・ダイク（田中恭兵）
- ベニー：リノ・ロマノ（仲野裕）
- フランケンシュタイン：ナーミ・フサ（斎藤志郎）
- ハリエット：ジュディス・M・フォード（松田智恵子）

### スタッフ
- 監督：デュウェイン・ダンハム
- 脚本：ポール・ベルンバウム、ジョン・クックシー、アリ・マテソン
- プロデューサー：ロン・ミッチェル、ブライアン・ポーグ
- 撮影：マイケル・スローヴィス（英語版）
- 編集：マーティン・ニコルソン